# Aleksandr Prowaliński
Aleksandr Prowaliński, właśc. Aliaksandr Pravalinski, Александр Провалинский (ur. 7 lipca 1993 w Mohylewie) – artysta sztuk wizualnych, reżyser światła, malarz, grafik. Białorusin o korzeniach polskich, mieszkający i tworzący w Polsce. Absolwent Wydziału Malarstwa Sztalugowego na Narodowym Uniwersytecie Artystycznym na im. A. Glebowa w Mińsku oraz Wydziału Grafiki Akademii Sztuk Pięknych w Warszawie.

## Twórczość
Aleksandr Prowaliński jest twórcą interdyscyplinarnym. Szczególnie istotne są dla niego malarstwo i teatr.
Jego pierwszym medium było malarstwo, którym zajmował się już od dzieciństwa. W białoruskim Mińsku ukończył studia na Wydziale Malarstwa Sztalugowego Narodowego Uniwersytetu Artystycznego im. A. Glebova. Ukończył również studia na Wydziale Grafiki Akademii Sztuk Pięknych w Warszawie. Jest autorem obrazów olejnych, akwafort, akwatint, kolaży oraz dzieł łączących te techniki.
Z teatrem związany jest od 2014 roku dzięki współpracy z reżyserką światła Jacqueline Sobiszewski. Współpracował przy ponad 50 produkcjach teatralnych z twórcami teatralnymi, operowymi oraz performerami w Polsce i za granicą - m.in. z Pią Partum, Grzegorzem Jarzyną, Krystianem Ladą, Eweliną Marciniak, Natalią Korczakowską, Jędrzejem Piaskowskim, Jakubem Skrzywankiem, Małgorzatą Wdowik, Martą Ziółek, Anną Nowicką, Anią Nowak. Prowadzi zróżnicowaną praktykę artystyczną skoncentrowaną na reżyserii światła i okazjonalnie poszerzaną o scenografię czy kostiumy.
W 2022 został nominowany do najważniejszej litewskiej nagrody z dziedziny sztuk performatywnych, „Złotego Krzyża Sceny”, za reżyserię światła do spektaklu „Solaris 4" w reżyserii Grzegorza Jarzyny. Wraz z Janem Baszakiem otrzymał nagrodę Boska Komedia za scenografię do spektaklu „Niepokój przychodzi o zmierzchu” (reż. Małgorzata Wdowik; Wrocławski Teatr Pantomimy im. H. Tomaszewskiego, 2023). Uzasadnienie nagrody wygłoszone przez jury konkursu brzmiało: „Za prowokujące do myślenia, unikatowe, operujące prostą, acz wyraźną grafiką dekoracje pozwalające zanurzyć się w atmosferę przedstawienia – umożliwiające widowni dotknięcie mrocznej strony opowieści”.

## Życie prywatne
Aleksandr Prowaliński jest Białorusinem o korzeniach polskich, urodził się i wychował w Mohylewie. Od 2013 roku mieszka i tworzy w Warszawie. We wrześniu 2019 roku, w wywiadzie udzielonym Mike'owi Urbaniakowi na łamach miesięcznika Vogue dokonał coming out-u jako gej. Wątki związane z tożsamością seksualną są szeroko obecne w jego twórczości.

## Wybrane realizacje teatralne
- Nine, reż. Pia Partum, Teatr Muzyczny Capitol we Wrocławiu, 2014 (debiut jako reżyser światła)[11]
- Projekt „P”, reż. Michał Borczuch (projekt łączony), Teatr Wielki Opera Narodowa, 2015 (asystent scenografa)
- Grindr, reż. Piotr Trojan; TR Warszawa, 2015 (reżyseria światła)
- Piłkarze, reż. Małgorzata Wdowik; TR Warszawa, 2016 (reżyseria światła)
- Puppenhaus. Kuracja, reż. Jędrzej Piaskowski, TR Warszawa, 2017 (reżyseria światła, debiut jako scenograf)
- So emotional, reż. Marta Ziółek, Nowy Teatr w Warszawie, 2017 (reżyseria światła)
- Dwa miecze reż. Grzegorz Jarzyna; Propel Performing Arts&Media Co. Ltd. (Chińska Republika Ludowa - Pekin) i TR Warszawa, 2017 (reżyseria światła)[12]
- Raw Light, reż. Anna Nowicka, DOCK11 – Berlin, 2017 (reżyseria światła)
- Wiera Gran, reż. Jędrzej Piaskowski, Teatr Żydowski w Warszawie (reżyseria światła, scenografia)
- Kordian, reż. Jakub Skrzywanek; Teatr Polski w Poznaniu, 2018 (reżyseria światła)
- Trzy siostry, reż. Jędrzej Piaskowski; Teatr im. Juliusza Osterwy w Lublinie, 2018 (reżyseria światła, scenografia)
- Biesy, reż. Natalia Korczakowska; Teatr Studio w Warszawie, 2018 (reżyseria światła)
- 27 Grudnia, reż. Jakub Skrzywanek; Teatr Polski w Poznaniu, 2018 (reżyseria światła)
- Inflammation (video performance), reż. Ania Nowak; 2019 (reżyseria światła)[13]
- 2020:Burza, reż. Grzegorz Jarzyna; TR Warszawa, 2020 (reżyseria światła)
- Comfort Starving, reż. Krystian Lada; (monodram operowy) Festiwal Opera Rara (Kraków), 2021 (reżyseria światła)
- The Man with Night Sweats, reż. Krystian Lada; (monodram operowy) Festiwal Opera Rara (Kraków) i The Airport Society (Belgia), 2021 (reżyseria  światła)
- Solaris 4, reż. Grzegorz Jarzyna; Litewski Teatr Narodowy w Wilnie, 2021(reżyseria światła)[14]
- Resztki, reż. Ewelina Marciniak; Teatr Wybrzeże, 2021 (reżyseria światła)
- Larva, reż. Marta Ziółek; Komuna Warszawa, 2021 (reżyseria światła)
- Wstyd, reż. Małgorzata Wdowik; Nowy Teatr w Warszawie, 2021 (reżyseria światła)
- Florencia en el Amazonas, reż. Krystian Lada; Theater St Gallen, 2021 (reżyseria światła)
- Underground girls, reż. Jakub Skrzywanek (reżyseria światła, scenografia, debiut jako kostiumograf), Teatr lkhom im. Marka Weila w Taszkencie (Republika Uzbekistanu), 2022[15]
- Aria di Potenza, reż. Krystian Lada; Teatr Studio – Warszawa, 2022 (reżyseria światła, scenografia)
- Les contes d’Hoffmann, reż. Krystian Lada; Opera w Goteborgu, 2022 (reżyseria światła)
- Chłopaki płaczą, reż. Michał Buszewicz; Teatr Dramatyczny w Warszawie, 2023 (reżyseria światła)
- Der Widerspenstigen Zähmung, reż. Ewelina Marciniak; Theater Freiburg, 2023 (reżyseria światła)
- SPARTAKUS. Miłość w czasach zarazy, reż. Jakub Skrzywanek; Teatr Współczesny w Szczecinie, 2023 (reżyseria światła)[16]
- Niepokój przychodzi o zmierzchu, reż. Małgorzata Wdowik (reżyseria światła, scenografia); Wrocławski Teatr Pantomimy, 2023
- Messa da requiem, reż. Krystian Lada; Theater St Gallen, 2023 (reżyseria światła)
- Das Tove - Projekt, reż. Ewelina Marciniak; Schauspiel Frankfurt, 2023 (reżyseria światła)
- D’Arc (opera site-specific), też. Krystian Lada, Muzeum Powstania Warszawskiego, 2024 (reżyseria światła)

## Wybrane wystawy indywidualne i zbiorowe
- Indywidualna wystawa prac malarstwa i grafiki, Galeria Freta Warszawa, 2015,
- Detision Exhibition, Leeds, Wielka Brytania, 2015 (wystawa zbiorowa),
- Figurama, Praga, Czechy, 2016 (wystawa zbiorowa),
- Event Horizon, Xabia, Hiszpania, 2021 (wystawa indywidualna),
- Twilight, Casa Recoleto, Xabia, Hiszpania, 2023 (wystawa indywidualna).